# Lolliguncula
Lolliguncula is een geslacht van pijlinktvissen uit de familie van Loliginidae.

## Soorten
- Ondergeslacht Lolliguncula (Loliolopsis) Berry, 1929
  - Lolliguncula (Loliolopsis) diomedeae (Hoyle, 1904)
- Ondergeslacht Lolliguncula (Lolliguncula) Steenstrup, 1881
  - Lolliguncula (Lolliguncula) argus Brakoniecki & Roper, 1985
  - Lolliguncula (Lolliguncula) brevis (Blainville, 1823)
  - Lolliguncula (Lolliguncula) panamensis Berry, 1911

### Nomen dubium
- Lolliguncula ellipsura (Hoyle, 1885)

### Synoniemen
- Lolliguncula (Lolliguncula) mercatoris Adam, 1941 => Afrololigo mercatoris (Adam, 1941)
- Lolliguncula argus Brakoniecki & Roper, 1985 => Lolliguncula (Lolliguncula) argus Brakoniecki & Roper, 1985
- Lolliguncula brevis (Blainville, 1823) => Lolliguncula (Lolliguncula) brevis (Blainville, 1823)
- Lolliguncula diomedeae (Hoyle, 1904) => Lolliguncula (Loliolopsis) diomedeae (Hoyle, 1904)
- Lolliguncula panamensis Berry, 1911 => Lolliguncula (Lolliguncula) panamensis Berry, 1911
- Lolliguncula abulati (Adam, 1955) => Uroteuthis (Photololigo) abulati (Adam, 1955)
- Lolliguncula mercatoris Adam, 1941 => Afrololigo mercatoris (Adam, 1941)
- Lolliguncula tydeus Brakoniecki, 1980 => Lolliguncula (Lolliguncula) panamensis Berry, 1911